# Калініна Вероніка Олексіївна
Калініна Вероніка Олексіївна (19 січня 1999) — російська синхронна плавчиня.
Чемпіонка світу з водних видів спорту 2019 року.
Чемпіонка Європи з водних видів спорту 2018, 2020 років.